# Saab 32 Lansen
Saab 32 Lansen ("Kopje") je bil večnamensko lovsko letalo, ki ga je proizvajal švedski Saab v letih 1954−1960. Uporabljal se je kot prestreznik, lovski bombnik in izvidniško letalo. Kdaj se uporablja tudi oznako J 32 - "J" stoji za Jakt - kar pomeni lovec. 
Lansena poganja turboreaktivni motor z dodatnim zgorevanjem Svenska Flygmotor RM 6A, ki je licenčna verzija britanskega Rolls-Royce Avon.
Edini uporabnik so bil Švedske letalske sile Flygvapnet-

## Specifikacije (J 32B)
Podatki iz The Great Book of Fighters,Combat Aircraft since 1945 
Splošne karakteristike
- Posadka: 2
- Dolžina: 14,94 m (49 ft 0 in)
- Razpon kril: 13,0 m (42 ft 8 in)
- Višina: 4,65 m (15 ft 3 in)
- Površina kril: 37,4 m² (402,6 ft²)
- Teža praznega letala: 7500 kg (16535 lb)
- Maks. vzletna teža: 13500 kg (29760 lb)
- Pogon letala: 1 × Svenska Flygmotor RM 6A turboreaktivni motor z dodatnim zgorevanjem, 47,0 kN suh, 65,3 kN z dodatnim zgorevnajem (10560 lbf / 14685 lbf)

 Zmogljivost 
- Maks. hitrost: 1200 km/h (745 mph)
- Doseg: 2000 km (1240 milj)
- Višina leta: 15000 m (49200 ft)
- Hitrost vzpenjanja: 100 m/s (19685 ft/min)

Oborožitev

- 4 × 30 mm ADEN topopov, vsak 7 90 naboji
- 4 × Rb 24 rakete zrak-zrak
- 4 × izstreljevalci 75 mm raket